# Eye (Suffolk)
Pour les articles homonymes, voir Eye.
Eye est un bourg du Suffolk, dans l'Est de l'Angleterre.

## Le trésor d'Eye
En 1781, des laboureurs déterrent un coffret en plomb près de la rivière, à 4,8 km au sud de Scole et 3,2 km au sud-ouest de Hoxne. Ce coffret contient environ six cents pièces d'or romaines datant des règnes des empereurs Valens et Valentinien Ier, Gratien, Théodose Ier, Arcadius et Honorius. Il est à l'époque le plus grand trésor de pièces d'or romaines découverte en Grande-Bretagne.

### Sources
1. ↑  (en) Anne S. Robertson et Richard Hobbs (dir.), An Inventory of Romano-British Coin Hoards, Londres, Royal Numismatic Society, 2000, 520 p. (ISBN 0-901405-48-5), p. 404.